# Хафса бінт аль-Хадж аль-Ракунія
Хафса бінт аль-Хадж аль-Ракунія (حفصة بنت الحاج الركونية, народилася ц. 1135, померла 586/1190–1191 рр. н. е.) була гранадською аристократкою та, можливо, однією з найвідоміших андалузьких поетес середньовічної арабської літератури.

## Життєпис
Ми мало знаємо про походження та раннє життя Хафси. Джерела не повідомляють нам, коли вона народилася, але її народження, мабуть, відбулося в 530/1135 році хіджри. Вона була дочкою берберського чоловіка аль-Хаджа ар-Рукуні, жителя Гранади, який, здається, не залишив слідів серед біографів. Сім'я ця була знатною і багатою. Тому ми можемо вважати батька Хафси помітною фігурою в місті. Приблизно в той час, коли Альмохади прийшли до влади в 1154 році, Хафса, схоже, розпочала стосунки з поетом Абу Джафар Ахмадом ібн Абд аль-Маліком ібн Саїдом. Судячи зі збереженої поезії, Хафса була ініціаторкою роману. Таким чином, Хафса входить в історичні записи більш чітко. Ці стосунки, здається, тривали до страти Абу Джафара в 1163 році Абу Саідом Османом, сином Абд аль-Муміна та губернатором Гранади: Абу Джафар виступив на боці своєї великої родини, Бану Саіда, проти Адб аль-Муміна.
Пізніше Хафса став відомим як вчитель, працюючи на халіфа Абу Юсуфа Якуба аль-Мансура, щоб навчати його дочок у Марракеші. Там вона померла в 1190 або 1191 році. Вона, мабуть, одна з найвідоміших андалузьких поетес середньовічної арабської літератури.

## Поезія
З дев'ятнадцяти творів збереглося близько 60 рядків поезії Хафші, що робить її найвідомішою серед середньовічних мавританських поетес (випереджаючи Валладу бінт аль-Мустакфі та Нузгун бінт аль-Каляї аль-Ґарнатію). Її вірші охоплюють любовну лірику, елегії, панегірики, сатиричні та навіть непристойні вірші, що надає її творчості незвичайного діапазону. Мабуть, найвідомішим її обміном думками є відповідь Абу Джафара, яку тут подаємо в перекладі А. Д. Арберрі:
Поет Абу Джафар був закоханий у Хафсу і надіслав їй такий вірш:
Боже, бережи пам'ять
Про ту прекрасну ніч, від осуду вільну,
Що сховала двох закоханих, тебе і мене,
У тополі Муаммала;
І в ті щасливі години, що ми провели,
Ніжно віяло солодким ароматом
Від квітучого Неджда, що пахнув
Рідкісними пахощами гвоздики.
Високо на деревах горлиця співала
співала про наше кохання,
І гілки базиліка гойдалися вгорі.
дзюркотливий струмочок;
Луг тремтів від захвату.
Побачивши таке радісне видовище,
Злиття тіл білих,
І груди, що торкалися, і губи, що зустрічалися.
Хафса відповіла так:
Не думаю, що ущелині сподобалося.
Щоб ми жили там разом
У щасливому союзі, по правді кажучи,
він не показав нам нічого, крім дрібної злоби.
Боюся, річка не плескала в долоні,
Від радості, що ми були так близько,
І голуб не співав веселої пісні.
Лише для власної втіхи.
Не думайте таких благородних думок, яких ви
бо якщо ти це зробиш.
то дуже швидко знайдеш і пошкодуєш,
що високі думки не завжди мудрі.
Я не думаю, що там, на небі.
Виставило своє багатство зірок на показ.
З якоїсь причини, але не для того, щоб підглядати
За нашим романом заздрісними очима.